# Obcina Moldovița
Obcina Moldoviței  este o sub-grupă montană a Carpaților Maramureșului și Bucovinei, aparținând de lanțul muntos al Carpaților Orientali.

## Înălțime maximă
Cel mai înalt punct al obcinei este vârful Bobeica, la o altitudine de 1.207 m.

## Alte articole
- Carpații Maramureșului și Bucovinei
- Munții Carpați
- Lista munților din România